# Białowąs
Białowąs (deutsch Balfanz) ist eine Ortschaft in der polnischen Woiwodschaft Westpommern. Der Ort mit 377 Einwohnern ist Teil der Stadt- und Landgemeinde Barwice.

## Geographische Lage

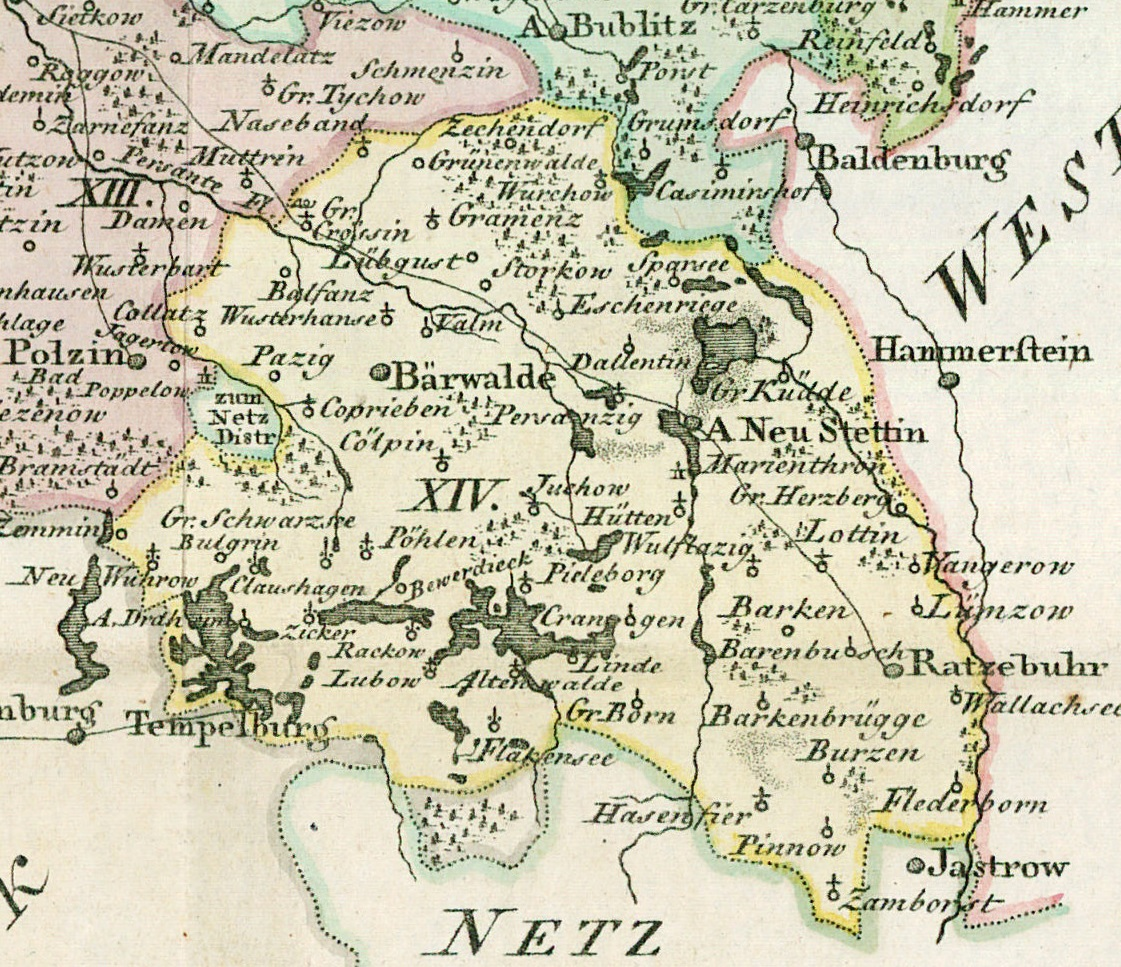
Kreis Neustettin, Karte (Ausschnitt) von 1794

Das Kirchdorf liegt in Hinterpommern. Der Ort (Höhenangabe 78 m) liegt an einem Kreuzungspunkt von vier aufeinander zulaufenden Straßen und grenzt an das Landschaftsgebiet Jungfernheide, mit dem zentral gelegenen Jungfernhof und einer höchsten Erhebung von 159 m. In einem Umkreis von 3 bis 5 km liegen die Nachbarorte:
- Borzecino (Borntin) – mit Wassermühle am Mühl-Bach
- Krosino (Groß Krössin) – mit Kirche, Wassermühle, Schleuse
- Kłodzino (Klotzen) / Gutsbezirk – mit Kirche, Gut
- Sulikowo (Zülkenhagen) – mit Kirche, Gut, Fabrik, Windmühle.

Durch den Schleusenwald – zwischen den Orten Białowąs und Krosino – verläuft der Fluss Persante (poln. Parsęta). Vor dem Ort Krosino überquert eine Brücke den Fluss, flussabwärts ist die Schleuse gelegen. Die die Orte verbindenden Straßen werden gemäß Landkarte mit „IA Straßen“ klassifiziert, d. h. Straßen mit 5,5 m Breite, gutem Unterbau und für Lastkraftwagen zu jeder Jahreszeit befahrbar.

## Geschichte
Der Ort Balfanz ging aus einer der Hauptburgen aus früherer Zeit hervor. Die ehemaligen Verteidigungssituationen sind noch zu erkennen.
Das Dorf wird erstmals im 12. Jahrhundert urkundlich im Zusammenhang mit den Exkursionen von Boleslaw Schiefmund nach Pommern zur Unterwerfung von Belgard und Kolberg erwähnt.
Balfanz war über zwei Jahrhunderte im Besitz der Familie von Glasenapp. Nach dessen wirtschaftlichem Niedergang um 1830 kam es in wechselnden Besitz, zuletzt der Grafen von Rittberg.
Bis 1945 bildete Balfanz eine Landgemeinde im Landkreis Neustettin in der preußischen Provinz Pommern des Deutschen Reichs. Balfanz war dem Amtsbezirk Zülkenhagen zugeordnet.
Gegen Ende des Zweiten Weltkriegs besetzte im Frühjahr 1945 die Rote Armee die Region. Nach Beendigung der Kampfhandlungen wurde Balfanz zusammen mit Hinterpommern seitens der sowjetischen Besatzungsmacht der Volksrepublik Polen zur Verwaltung überlassen. Von der polnischen Behörde wurde das Dorf fortan unter der Ortsbezeichnung  „Białowąs“ verwaltet. In der Folgezeit wurde die einheimische Bevölkerung von der polnischen Administration aus Balfanz vertrieben. Im Ort siedelten sich nach Kriegsende Polen an.

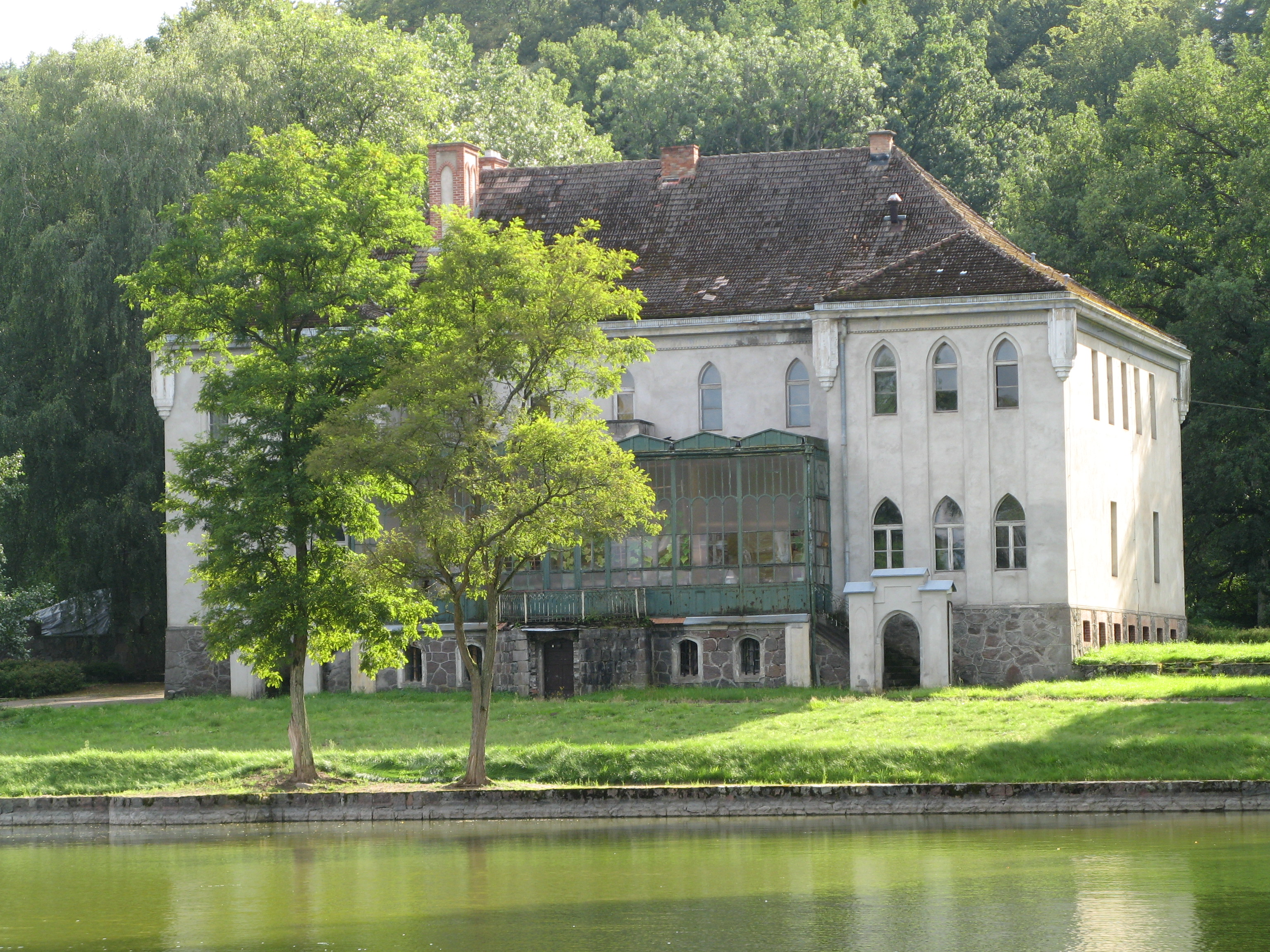
Herrenhaus

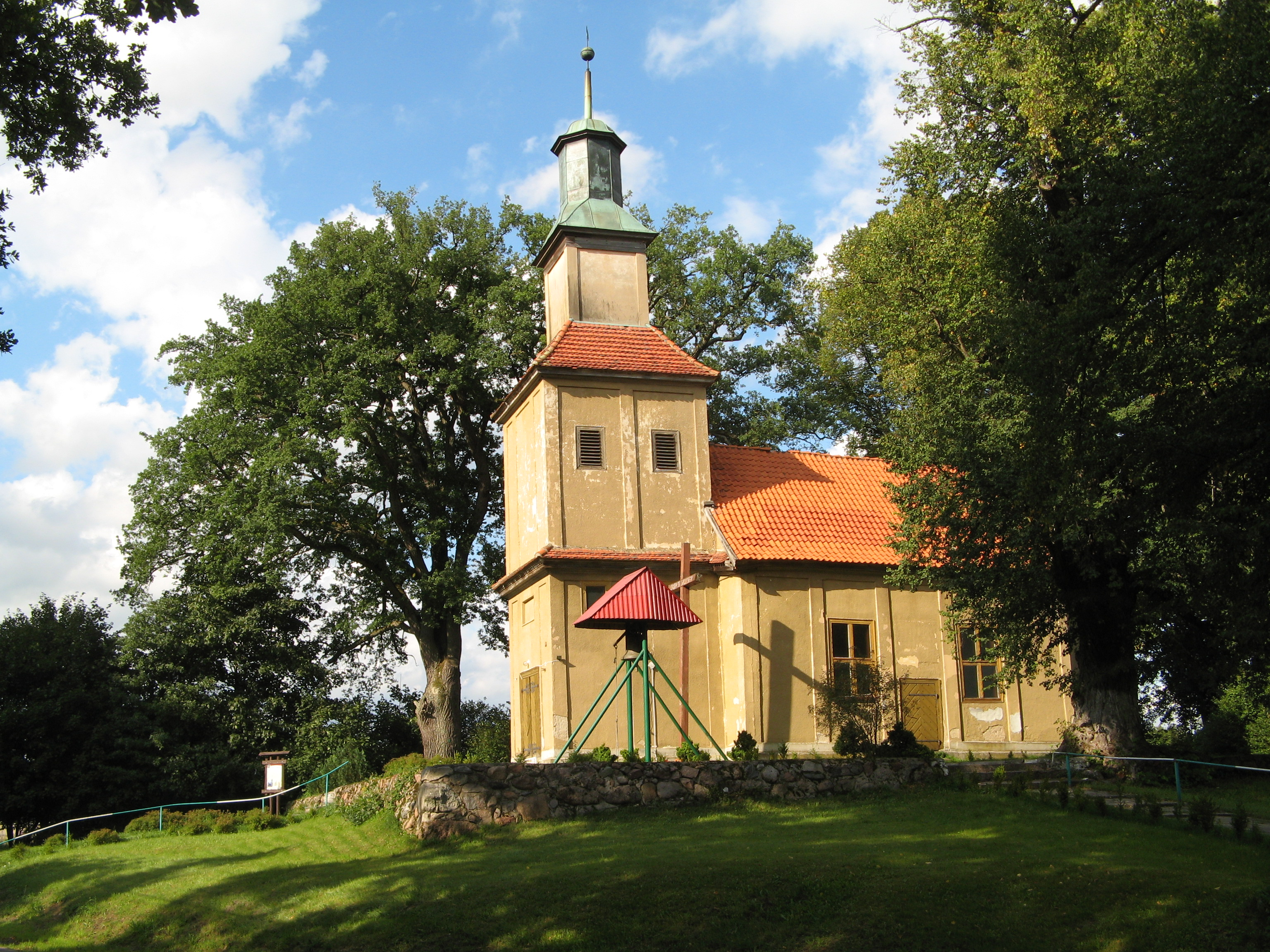
Barockkirche

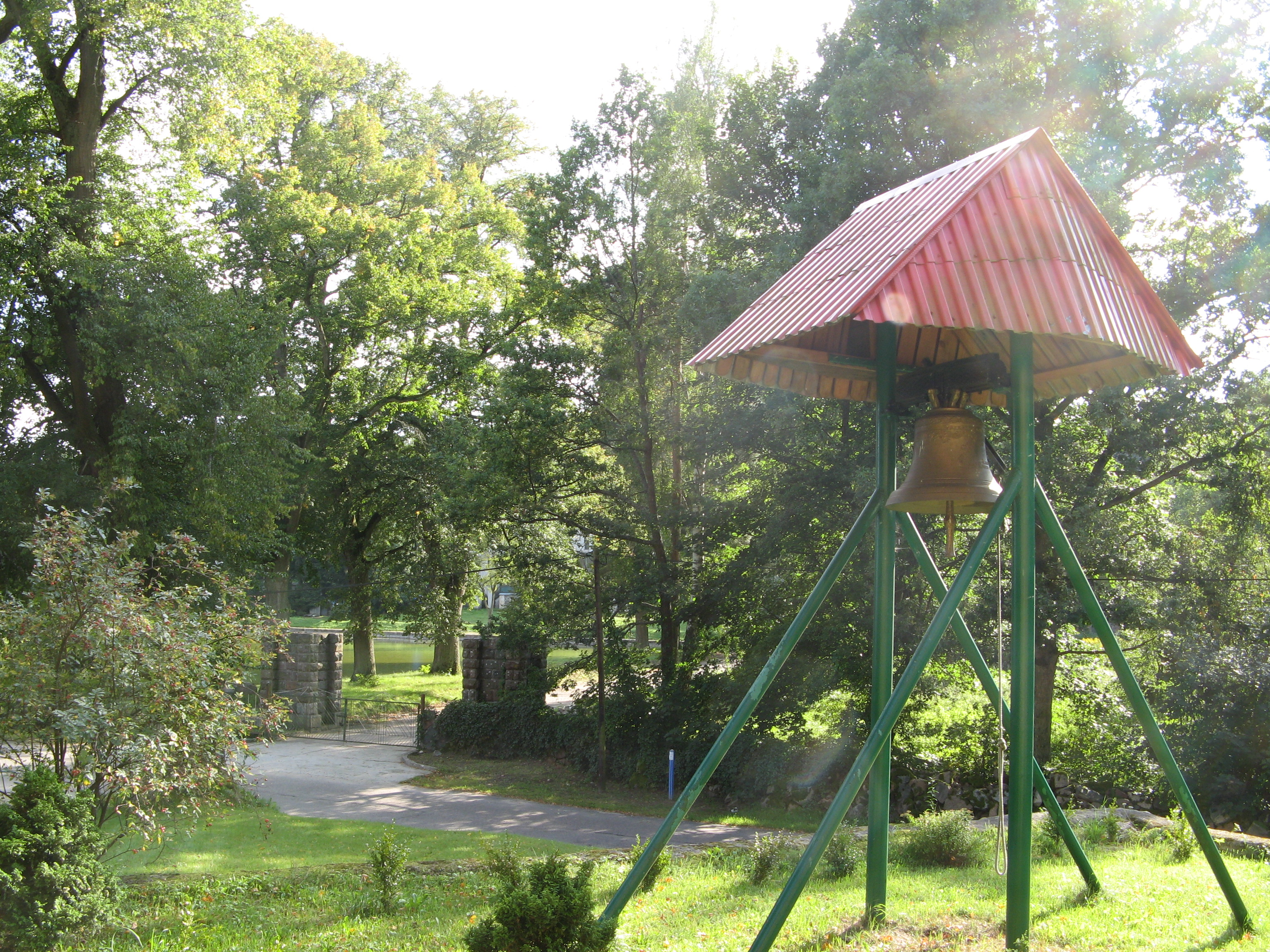
Kirchenglocke und Schlosspark von Białowąs im Hintergrund

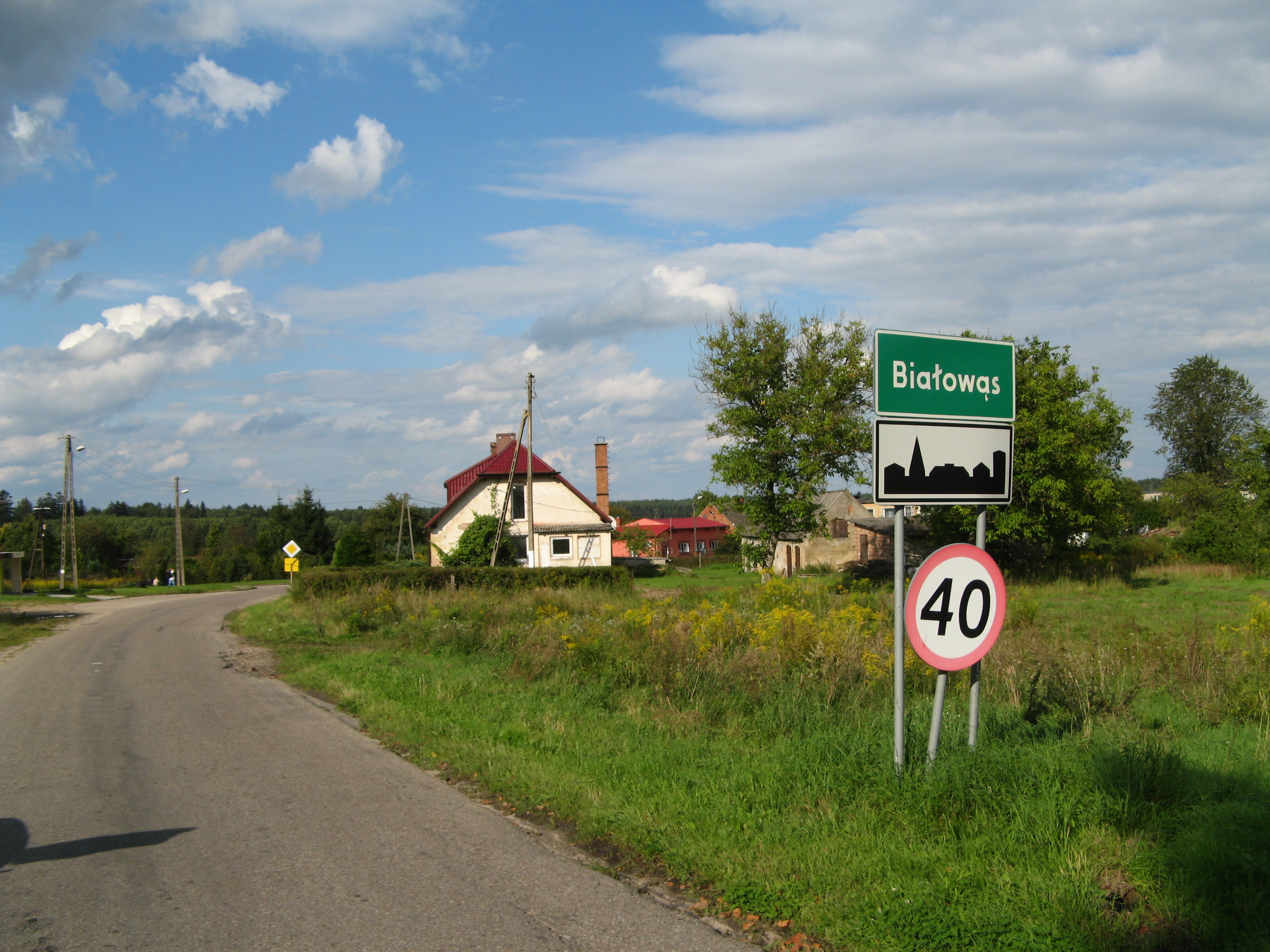
Ort Białowąs

### Von Glasenapp auf Balfanz
Balfanz war neben den Orten Altenwalde (Liszkowo), Koprieben (Koprzywno), Bärwalde (Barwice), Gramenz (Grzmiąca), Wurchow (Wierzchowo), Bublitz (Bobolice), Pollnow (Polanów) und Manow einer der Hauptsitze der Glasenapps.
Der Kunsthistoriker Udo von Alvensleben, Sohn einer geborenen Glasenapp schrieb: „Die alten Glasenapp sind wie Nomaden auf ihren vielen Gütern herumgezogen und haben hier und dort gewohnt, meist in primitiven, strohgedeckten Häusern, in denen es wenig Mobiliar gab, aber trotzdem führten sie ein im Hinblick auf Essen, Trinken, Kleidung und Dienerschaft mehr oder weniger opulentes Leben.“ Sie besaßen eigene Münzen und hatten allerlei landesherrliche Prärogativen (Vorrechte des Monarchen).
Caspar Otto von Glasenapp (* 1613; † 1665) war Herzoglicher Landrat auf Balfanz, Stadtrat, Richter und Amtsvorsteher in Belgard sowie Erbherr des Schlosses und des Palastes in Bärwalde. Er verfügte über 213,5 włóka Land, 6 Wassermühlen, 2 Schmieden, 9 Schafställe. Zu ihm gehörten die Landgüter in Gramenz, Sucha, Lubogoszcza, Kamionca, Storkowo (Storkow), Wielawino, Klotzen, Łęknica, Przybkowo, Borzęcino (Bärwalde), Koprzywno, Langen, Jagertow, Sulikowo und Chwalim.
Vor der 1689 erbauten Barockkirche gab es bereits eine Kapelle zu Balfanz. In dem Jahresbericht des Königlichen Fürstin-Hedwig-Gymnasium zu Stettin von 1895/96 heißt es: „1648 verpflichtete sich Pastors Johann Haynius in Wusterhanse auf den Wunsch des Herrn Caspar Otto von Glasenapp, gegen eine kleine Verbesserung der Besoldung sonntäglich in der Kapelle zu Balfanz zu predigen; bis dahin gehörte Balfanz zur Zülkenhagener Kirche.“
Caspar Ottos Sohn, Otto Casimir von Glasenapp (* 3. Juni 1642 in Balfanz; † 11. Mai 1710 in Balfanz) veränderte Ende des 17. Jahrhunderts den alten Ort Balfanz in eine kleine Barock-Residenz. Dazu gehörten die von ihm erbaute Kirche und das Herrenhaus in einem 6,5 Hektar großen Park mit altem Baumbestand. Im frühen 19. Jahrhundert wurde das Herrenhaus im neugotischen Stil mit einem rechteckigen Grundriss mit zwei rechteckigen Flügeln errichtet. Später wurde die Terrasse des Herrenhauses auf der Seeseite mit einer Veranda überbaut. Das Herrenhaus hat den Zweiten Weltkrieg unzerstört überstanden. Vor dem Herrenhaus liegt ein großer, von Alleen gesäumter, quadratisch angelegter Teich, der noch heute erhalten ist. Von hier hat man einen weiten Blick über das Tal der Pesante.
Die 1689 erbaute Barockkirche ist ein Fachwerkbau und steht auf einer künstlichen Anhöhe. Sie war innen mit einer üppigen Barockausstattung und einem prächtig geschnitzten Altar sowie einer Orgel versehen und zählte zu den schönsten und besterhaltenen Dorfkirchen in Pommern sowie die der Familie Glasenapp.
Otto Casimir von Glasenapp auf Gut Balfanz war dreimal verheiratet und hatte in erster Ehe sieben Kinder, in zweiter Ehe ebenfalls sieben Kinder und in dritter Ehe fünf Kinder. Sein Sohn aus erster Ehe, Caspar Otto von Glasenapp (* 19. Februar 1669 in Balfanz; † vor 1746), war ein sächsisch-polnischer Generalmajor.
Sein Sohn aus dritter Ehe, Paul Wedig von Glasenapp (* 11. Juni 1701; † 14. Dezember 1776 in Balfanz), hatte nach dem Tod seines Vaters 1717 die Vormundschaft übernommen. Er galt unter seinen Untertanen als frommer und gerechter Herr. In der Erfolge treten an, sein Sohn, Joachim Casimir von Glasenapp (* 6. Juli 1731 in Balfanz; † 27. Dezember 1780 in Balfanz), und dessen Söhne Georg Wedig (* 28. April 1769 in Balfanz; † 18. Dezember 1810 zu Balfanz) und Heinrich Friedrich von Glasenapp (* 20. Juni 1770 in Balfanz; † 11. August 1810 in Gramenz).
In einer Erbteilung im Jahr 1794 erhielt Georg das Gut Balfanz, während Heinrich das Gut Gramenz bekam. Als Georg 1810 ohne Leibeserben stirbt, erben die minderjährigen Kinder von Heinrich den verschuldeten, gewaltigen Güterkomplex:
- Balfanz mit Kasimirshof, Grünwald mit Altmühl, Alt- und Neuhütten, Steinburg, Zechendorf und Zülkenhagen.
- Gramenz mit a, b, c, Schofhütten, Bernsdorf, Flackenheide und Zuch.

Balfanz hatte zu der Zeit eine Größe von „849 Morgen Acker, 120 Morgen meistens zweischnittige Wiesen, 11 Morgen Gärten, 20 Morgen Leinstellen und 2579 Morgen Hütung nebst einem bedeutenden Hengstlauf“.
Zu Balfanz gehörten ein Vorwerk, acht Bauern, sechs Coßäthen, ein Krug, eine Schmiede, ein Schulmeister, der zugleich Küster war, eine Wassermühle, 16 Feuerstellen, eine zu der Neu Stettinschen Synode gehörige Kirche, Eichen-, Büchen-, Fichten- und Birtenholzungen und Fischerei in der Persante.
Durch romantisch getragene Verbesserungen auf den Gütern verschuldete sich der Besitz der Glasenapps so sehr, dass die Güter schließlich verkauft werden mussten.
Anfang 1813 eröffnete das Landgericht Köslin den Konkurs über beide Güter mit allen zugehörigen Gütern. Es schloss sich eine rund 23-jährige Konkursverwaltung der Güter an, während dessen die Güter wiederholt an verschiedene Familien verpachtet wurden.

#### Die Krypta
Eine der größten erhaltenen neuzeitlichen Krypten in Vorpommern wurde in der Monographie der Familie von 1897 von Eugen von Glasenapp beschrieben.
Dort ruhen der einbalsamierte Otto Casimir von Glasenapp zusammen mit seiner dritten Frau Sophia Elisabeth de domo von Galbrecht (1677–1742). Ebenfalls beigesetzt sind seine ersten beiden Ehefrauen Anna de Domo von Podewils und Agnes de Domo von Carnitz sowie Augusta Clara (1665–1684), die Tochter von Anna de domo von Podewils. Mutter und Tochter starben während ihres Aufenthalts in Kolberg im Abstand von etwas mehr als einer Woche. Weiterhin wurden Joachim Casimir von Glasenapp (1731–1780) und Margaretha Christiana de domo von Podewils (1731–1780) sowie die Kinder, Enkel und Urenkel von Otto Casimir von Glasenapp, die in den Jahren vor 1836 verstarben, in der Krypta beigesetzt.
Der Eingang zur Krypta befindet sich auf der Ebene des Fußbodens der Vorhalle der Kirche und war mit einer Holzplattform von 2,15 × 1,9 m Größe bedeckt. Das Innere der Krypta hat ein Ausmaß von 76 m² mit einer Länge von 11 m und einer Breite von 7 m sowie eine maximale Höhe von 2,75 m.
Im März 1933 wurde ein Gutachten über den Zustand der Kirche und der Krypta erstellt. Dabei wurde festgestellt, dass die Wände in der Krypta durch das Eindringen von Regenwasser stark beschädigt waren. 1934 wurden Restaurierungsarbeiten der Krypta durchgeführt und einige Sarkophage mit Schnitz- und Zinnverzierungen restauriert.
Am Ende des Zweiten Weltkrieges oder kurz danach wurde die Krypta zerstört, geplündert und mumifizierte Leichen geschändet. Schädel und Knochen wurden dabei auf dem Boden der Gruft verteilt. Alle an der Plünderung Beteiligten (sowjetische Soldaten) starben damals innerhalb weniger Monate. Experten vermuten einen Schimmelpilz als Ursache. Das Zerstörungswerk wurde bis in die 1970er Jahre von der lokalen Bevölkerung fortgeführt.
Im 8. Mai 1961 wurde ein Teil der historischen Ausstattung (Kanzel und Altaraufsatz) in die Pfarrkirche Krosin verbracht. 1971 wurden Fragmente des Epitaphs von Otto Casimir von Glasenapp in das Museum in Krosin überführt.
In den 1970er Jahren wurde die Kirche der römisch-katholischen Kirche übergeben. Sie wurde am 11. November 1976 renoviert und eingeweiht. Der Eingang zur Krypta wurde zugemauert. Wahrscheinlich wurden damals zwei Lüftungsschächte von der Südseite abgedeckt. Das verstärkte die Feuchtigkeit im Inneren der Krypta, mit der Folge der Zersetzung der mumifizierten Körper, der Stoffe und dem fortschreitenden Abbau des Holzes der Sarkophage und Särge.
2003 wurde die Vermauerung der Krypta entfernt und der Innenraum fotografisch dokumentiert, wonach die Zerstörung der unterirdischen Nekropole der Familie von Glasenapp sichtbar wurde.
Die Reinigungs- und Inventarisierungsarbeiten in der Familiengruft von Glasenapp sind die ersten dieser Art in der Woiwodschaft Westpommern. Trotz erheblicher Zerstörungen blieben in der Krypta Relikte von 32 Sarkophagen erhalten, die mit Beschlägen und Griffen, teilweise verziert mit geschnitzten Akanthusblättern und Inschriftentafeln aus Holz, Zinn und Eisenblech ausgestattet sind.

### Wechselnde Eigentümer von Balfanz
Die 23-jährige Konkursverwaltung des Gutes endete 1836 mit dem Erwerb des Gutes Balfanz durch von Düringshofen (Diringshofen), Erbherr auf Pinnow und Landschaftsdirektor der Uckermark. 1845 ist Balfanz im Besitz von Wilhelm Steffenhagen (1815–1865) verheiratet mit Auguste von Zitzewitz. 1850 ist Louis von Lüttwitz, Kaiserlich-Österreichischer Unterleutnant Besitzer von Balfanz.
1858 erwarb Albert Haase, Kaufmann zu Stettin, das Gut Balfanz. Anfang der 1870er Jahre ist sein Sohn Richard Waldemar Haase (* 27. Juni 1836 in Stettin; † 27. Juni 1884 in Balfanz) Eigentümer von Balfanz. 1874 wird er als Stellvertreter des Amtsvorstehers in Zülkenhagen genannt. Er erbaute das Herrenhaus im neugotischen Stil, wie es heute noch besteht. Nach dessen Tod ging das Gut in den Besitz der Familie Graf von Rittberg über.

### Von Rittberg auf Balfanz
1884 erwarb Oswald Graf von Rittberg (* 1832 in Stangenberg; † 1908 in Balfanz), Landrat und Reichstagsabgeordneter das Gut Balfanz. Zeitgleich beinhaltete das Gut etwa 1.009 ha. Zum Besitz gehörte ebenso eine Dampfbrennerei sowie eine Wasser,- Mahl- und Schneidemühle. Nach dessen Tod ging das Gut an seinen Sohn Friedrich-Wilhelm Graf von Rittberg (* 31. Mai 1875 in Ueckermünde; † 10. April 1944 in Balfanz) über, der mit Monika von Moltke (* 16. Juli 1886 in Gut Bankau, Kreuzburg, Oberschlesien; † 22. Dez. 1975) verheiratet war. Schon in den 1920er Jahren betrieb er als Erbe das 1147 ha umfassenden Gut Balfanz mit moderner Landwirtschaft, indem die Äcker durch künstliche Beregnung bewässert wurden. Bekannt war das Gut auch durch seine Merinoschafzucht.
Sein ältester Sohn und vorbestimmter Nacherbe, Karl-Heinrich Graf von Rittberg, geboren am 22. Januar 1914 auf Schloss Balfanz, wurde am 12. April 1945 von der Gestapo hingerichtet. 1945 ging das Gut in den Besitz des polnischen Staates über und wurde unter anderem als Schulungszentrum genutzt. Seit 1994 ist es in Privatbesitz.

### Gemeindedaten
Bevölkerungsentwicklung (bis 1905 Unterscheidung der Einwohnerzahlen in Gutsbezirk / Landgemeinde Balfanz):
| Jahr | Einwohner | Männlich | Weiblich | Haushalte |
| ---- | --------- | -------- | -------- | --------- |
| 1867 | 296 / 132 |          |          |           |
| 1871 | 286 / 114 | 135 / 45 | 151 / 69 | 22        |
| 1900 | 172 / 45  |          |          |           |
| 1905 | 181 / 49  |          |          |           |
| 1925 | 471       | 226      | 245      | 93        |
| 2006 | 400       |          |          |           |

Nach dem Pommerschen Güterverzeichnis von 1905 werden für das Rittergut Balfanz die folgenden Angaben gemacht:
- Besitzer des Ritterguts Balfanz ist Oswald Graf von Rittberg, Landrat a. D. und Geheimer Regierungsrat.
- Industrielle Anlagen: Dampfbrennerei, Wassermahlmühle, Mahlmühle, Schneidemühle, Fernsprechanschluss.

| Güterverzeichnis von 1903 |        |
| ------------------------- | ------ |
| Grundsteuer / Reinertrag  | 4201 M |
| Größen in Hektar          |        |
| Gesamt                    | 1147   |
| Acker & Gärten            | 533    |
| Wiesen                    | 87     |
| Weiden                    | 5      |
| Holzungen                 | 520    |
| Unland, Hofräume & Wege   | –      |
| Viehbestand               |        |
| Pferde                    | 42     |
| Rindvieh überhaupt        | 140    |
| davon Kühe                | 65     |
| Schafe                    | 150    |
| Schweine                  | 90     |

## Söhne und Töchter des Ortes
- Caspar Otto von Glasenapp (1669–vor 1746), sächsisch-polnischer Generalmajor